# アラゲジリス
アラゲジリス (Xerus rutilus) は、ネズミ目（齧歯目）リス科アラゲジリス属に属するジリスの1種。
東アフリカに分布し、乾燥した地域に生息する。

## 分布
エチオピア、タンザニア、ジブチ、エリトリア、ケニア、ソマリア、スーダン、ウガンダ

## 形態
体重260-420グラム、体長200-255ミリメートル、尾長120-225ミリメートル。アラゲジリス属の中では最も小型の種である。アラゲジリス属の特徴である、背中の縦に伸びる縞がない。被毛の色は地域によって変化し、黄褐色から赤みがかった茶色、背部はより暗い色になる。大きな目の周囲には白い縁取りがあり、小さな耳の正面に白い斑点がひとつある。尾は黒い毛と白い毛が混ざっている。染色体数は、2n=38。歯式は、{\displaystyle {\tfrac {1.0.1.3}{1.0.1.3}}}の計20本。

## 生態
乾燥したサバンナや亜熱帯または熱帯の乾燥した灌木地に生息する。
昼行性で、主に単独性。孤立した巣穴システムで生活し、1つの巣穴には1匹または2匹が住む。他の個体が（別種のアカアシアラゲジリス (Xerus erythropus)でさえも）自分の巣穴に入ることを許すことから、縄張りを持たない種に分類されている。普段は巣穴の近くにはおらず、地上にいるときは最大30分間も日光浴に費やす。茂みの陰で日中の暑さをしのぎながら開けた場所で食べ物を探し、午後遅くに巣穴へ帰る。気温が最も高い時間帯や豪雨の際にも巣穴に戻る。
食性は草食性で、根、さや、種子、果実（バオバブ、アカシア、ミルラ）、茎、葉を食べ、また昆虫を食べることもある。農作物、特にトウモロコシ、ピーナッツ、ヤムイモ、キャッサバを食害する。
捕食者には、猛禽類のアフリカソウゲンワシ、ダルマワシ、ゴマバラワシ、哺乳類のヒョウ、セグロジャッカルがいる。敵が迫ると、視野を広げるために後足で立ち上がって警戒の姿勢を取る。敵から逃げる際には、巣穴に避難する。
繁殖は主に3月から4月にかけてだが、1年中交配する。1回の出産で1-2子を生む。出産に先立って、妊娠したメスは自分の行動範囲の周辺に出産用の巣穴を掘る。以前の巣穴は一時的に捨てられ、古く空いている巣穴は子育てのために再び掘られる。3-4週間後、子どもが離乳し巣穴の外に現れるようになると、母親は出産用の巣穴を捨て、元の巣穴に戻る。

## 保全状況評価
全体的に、本種に対する大きな脅威は見られない。IUCNレッドリストでは、広い分布、個体数の多さ、生息地の変化に対する耐久力を踏まえて、アラゲジリスを軽度懸念 (Least Concern)に指定している。ケニアのサンブル国立保護区のような保護区にも生息している。